# Cromarty Firth
Cromarty Firth är en flodmynning i Storbritannien. Den ligger i kommunen Highland och riksdelen Skottland, i den norra delen av landet. Viken har anslut till Moray Firth.